# Бургунды
Бургу́нды (лат. Burgundii, фр. Burgondes) — древнегерманское племя. К началу нашей эры бургунды обитали, вероятно, на севере Европы (возможно, на острове Борнхольм), но во время великого переселения народов это племя переместилось к югу и западу, дав название Бургундии. Бургундский язык традиционно принято относить к восточногерманской группе. Истребление бургундов составляет основное содержание германского эпоса «Песнь о Нибелунгах» (где под нибелунгами понимаются именно бургунды).

## Происхождение
Существует несколько версий о месте первоначального пребывания бургундов:
- в районе устья Одры,
- в Скандинавии,
- на острове Борнхольм.

Скандинавские саги называют Борнхольм островом бургундов, и старое название острова «Бургундхольм» якобы свидетельствует этому. На остров они переселились из Скандинавии, что подтверждает «Краткая биография Сигизмунда». Ранние исследования исходили из появившегося позднее сказания о происхождения бургундов. Однако, ввиду того, что этот народ не оставил самостоятельного эпоса, выводы этих исследований (Скандинавия и Борнхольм) не подтверждаются другими источниками и считаются маловероятными. Подтверждением этой теории считается то, что бургунды в VI веке сохраняли предание о Скандинавии как о своей родине. Теория также находит подтверждение в топонимике и археологии, по исследованиям которой около 300 года население практически полностью покинуло остров Борнхольм.
Плиний Старший упоминает их первым, как часть народа вандалов. Однако Тациту это имя неизвестно. Географ Птолемей оставил самое важное историческое сообщение о первоначальных районах расселения бургундов в середине II века. Бургунды жили на восток от семнонов, севернее лугиев, между Вислой на востоке и Свебией (Одер-Шпрее-Хафель) на западе. Таким образом, бургунды обитали на территории нынешних Восточной Померании и частично Бранденбурга. Возможно, бургунды были оттеснены от балтийского побережья ругами, переселившись к Варте и Висле.
Археологические раскопки поселений бургундов связывают с оксывской археологической культурой, распространённой на территории Бранденбурга, Восточной Померании и собственно лужицкой области, на восток от Вислы. В Сарматии, южнее готов, согласно Птолемею, обитали фругунды, возможно, ветвь бургундов, которые присоединились к готам, опасаясь вандалов. Историк Зосима (V век) упоминает народ уругундов, которые в прошлом проживали на Дунае, а во времена Галлиена (253—268 гг. н. э.) разграбили области Италии и Иллирика. Нужно исходить из того, что переселялись не целиком народы, а только небольшие группы, в случае успеха создававшие союзы с названием, восходившим к основному или более известному ядру, как готы, бургунды и т.д. Х. Вольфрам предполагает, что такие крупные племенные объединения возникали только вследствие военных столкновений с Римской Империей.

## История

### Столкновение с Римской империей
В середине II века, под влиянием первой волны миграции готов, бургунды впервые приходят к границам Римской империи. Около 270 года, в результате междоусобных войн германцев, бургунды потерпели поражение от гепидов в низовьях Дуная, согласно М. Стрыйковскому — в балтийском Поморье. Часть уругундов (бургундов), пройдя через Баварское плато, расположилась на реке Майн. Первое упоминание о бургундах относится к 279 году, когда они, объединённые с вандалами под предводительством Игиллоса (Игилло), вышли к лимесу на дунайско-рейнской границе и были разбиты римскими легионами на реке Лех, около Аугсбурга. После этого поражения бургунды расселяются в области верхнего и среднего течения Майна, территории, оставленной алеманами, отошедшими на юго-восток.
В 286 году бургунды совместно с алеманами, герулами и хайбонами совершают набег на левый берег Рейна.

### Войны с алеманнами
В 290 году бургунды оттесняют алеманнов к Неккару. В 291 сообщается о первых конфликтах между бургундами и алеманнами за территории. Зажатые с юга алеманнами, с севера франками, бургунды ставят своей целью стать римскими федератами. Однако Рим видит потенциальную опасность в переходе бургундов к оседлому образу жизни.
С начала IV века, когда вооруженные столкновения между римлянами и алеманнами усилились, бургунды все чаще выступают союзниками римлян. В 369 году император Валентиниан I (364—375) заручился их поддержкой в войне с алеманнами, решив навсегда избавиться от набегов последних, тогда возглавляемых королём Макрианом, с помощью бургундов, сопоставимых по многочисленности и воинственности с алеманнами. Он несколько раз посылал собственноручные письма к бургундским вождям, побуждая их напасть на алеманнов в условленное время и со своей стороны обещая перейти через Рейн с римскими войсками и потеснить тех в ту пору, когда они в страхе будут пытаться уйти от тяжелой и неожиданной войны.
Письма императора были дружелюбно приняты по двум причинам: во-первых, потому что уже с давних времен бургунды верили в своё римское происхождение, во-вторых — они часто бывали в ссоре с алеманнами из-за соляных варниц и границ. Они выслали отборные дружины и, прежде чем римские войска успели собраться в одном месте, прошли до берегов Рейна. Император был в тот момент занят сооружением укреплений, и появление бургундов вызвало большой страх. Некоторое время они выжидали, но так как Валентиниан не явился в условленный день и не исполнил ни одного обещания, бургунды отправили послов на главную квартиру с просьбой прислать им подкрепление, чтобы при возвращении назад иметь прикрытие с тыла. Когда послы поняли по отговоркам и затягиванию дела, что им в этом отказывают, они ушли с огорчением и негодованием. Узнав об этом, вожди их пришли в ярость, считая себя обманутыми, и, перебив всех пленных, вернулись в свои земли.

### Крещение
Во второй половине IV века бургунды обитали в долине реки Майн. Согласно легендам, именно у них где-то в районе Байройта или Гёсвайнштайна хранилась легендарная чаша Грааля с кровью Христовой. Бургунды, в отличие от язычников алеманнов, были уже крещены. Под влиянием готов они крестились по арианскому обряду.

### Сведения Аммиана Марцеллина
Марцеллин рассказывает, что: «цари (короли) носят у них одно общее имя „гендинос“ и по старинному обычаю теряют свою власть, если случится неудача на войне под их командованием, или постигнет их землю неурожай. Главный жрец у бургундов называется синист и сохраняет своё звание пожизненно, не подвергаясь никаким случайностям, как цари».

### Разгром алеманнов
Помощью бургундов Валентиниан не воспользовался, поскольку как раз в это время из Британии прибыл победоносный полководец Феодосий, который тут же: "сделал через Рецию (то есть — из долины Дуная) нападение на алеманнов, разбежавшихся в страхе перед бургундами. Много народу он перебил, некоторых взял в плен и послал их, согласно приказанию императора, в Италию, где они получили плодородные земли и жили ещё во времена Марцеллина, как податное население, на реке По.
В довершение всего Валентиниан смог отбить у алеманнов Майнц — крупный город на Рейне, и в очередной раз учредил там епископат.

### Переход Рейна
После отхода основных сил римской армии за Рейн в 401 году, дорога в империю была открыта. Переход Рейна около Майнца 31 декабря 406 года бургундами предполагал, вероятно, колонизацию северных территорий алеманнов до нижнего района горного Неккара. Оставшиеся римские войска и служившие им франки были сметены мощной волной наступления вандалов, свевов и аланов. Во время второй волны миграции, когда через римские территории прошли вандалы, свевы и аланы, империя поняла, что самостоятельно защитить свои границы она не в состоянии.
Перейдя на левобережье Рейна бургунды не стали продвигаться далее в Галлию как остальные народы, а расселились в районе Майнца и есть предположение, что как алеманны и франки, бургунды заключили союзнический договор с римским узурпатором в Британии Константином III (407—411).

### Королевство в Вормсе
Как пишет Олимпиодор, в 411 году бургунды, под руководством Гундахара (385—437), вместе с аланами, руководимыми Гоаром, поддержали римского военачальника Иовина (?—413) в его притязаниях на римский трон против императора Гонория (395—423), за что получили земли в среднем течении Рейна, где в начале V века создали небольшое королевство со столицей в Вормсе.
Видимо, чтобы не нарушать мира, император Гонорий позже официально признал эти земли за бургундами. Однако этот вопрос до сих пор остаётся под сомнением. Скудные указания на королевство бургундов на Рейне имеются только в заметках Проспера Тирона из Аквитании, когда он говорит под 413 годом о поселении бургундов на Рейне. При этом союзный договор очевидно был возобновлён и бургунды стали официальными федератами Рима на рейнской границе.
Примерно 20 лет Рим и бургунды мирно сосуществовали, и Западная Римская империя была в безопасности по всему течению Рейна.
Римский историк Павел Орозий считал, что название burgi будто бы означает, что данный народ жил в поселениях (ныне эта версия не вызывает доверие).

### Разгром королевства гуннами
В 435 году король Гундахар (385—436) решил воспользоваться слабостью Западной Римской империи и вторгся на территорию Белгики. Однако против него выступил выдающийся полководец своего времени Флавий Аэций и нанёс ему поражение, а через год гунны разгромили бургундов на территории их королевства в Вормсе. Бургунды были буквально разбиты наголову, потеряв 20 тысяч человек убитыми. Королевство было уничтожено. В битве погиб король Гундахар — позже это событие легло в основу «Песни о Нибелунгах», где Гундахар назван королём Гунтером.

### Новое королевство в Женеве

#### При Гундиохе
Часть бургундов осталась в зависимости от вождя гуннов Аттилы, расположившегося в Паннонии, тогда как большая часть, хоть и побеждённая, в 443 году была поселена Аэцием на правах федератов в западной Швейцарии и территории нынешней Савойи, в которой проживало кельтское племя гельветов, подвергавшееся разорению со стороны алеманнов. Аэций создавал таким образом буфер против алеманнов. Бургунды были спасены от уничтожения и поглощения гуннами. Так возникло королевство бургундов в Сабаудии со столицей в Женеве.
В 451 году гунны были разбиты на Каталаунских полях армией союзных Риму федератов под руководством Аэция. На стороне Рима выступили и бургунды, которые вступили в битву в решающей завершающей стадии. Аттила, побежденный, удаляется на территорию современной Венгрии.
В 454 году Валентиниан III (425—455) казнил последнего героя империи Аэция, но вскоре сам пал жертвой сторонников последнего. Убийство Аэция и Валентиниана привело к созданию вакуума власти в Риме. Первый сенатор Петроний Максим был императором 70 дней, но был убит, когда король вандалов Гейзерих (428—477) грабил Рим в мае 455 года. Он был забит камнями при попытке к бегству; римские и бургундские воины оспаривали, кто же именно сделал решающий бросок.
В результате сложившейся ситуации в империи бургунды с 455 года начинают планомерный захват территорий вниз по Роне.
Преторианский префект Галлии Авит, с целью стать императором, в мае 455 года отправился в Тулузу. Здесь он заручился поддержкой короля вестготов, Теодориха II. До этого, император Петроний Максим назначил Авита главным начальником кавалерии и пехоты в Галлии. 10 июля 455 года в Арелате на собрании представителей семи галльских провинций Авит был провозглашён императором.
Однако ни римский сенат, ни сами римляне не признали Авита. Часть сенаторов вступила в тайные переговоры с полководцем-варваром Рицимером, на которого изначально Авит возложил оборону Италии. Наняв большое войско из германцев (в том числе бургундов) и построив флот, Рицимер уничтожил флот вандалов у берегов Корсики и Сицилии. Вернувшись в Италию Рицимер, с согласия сената, в 456 году сверг императора Авита. Рицимер хотел выслать его из страны, но римский сенат потребовал смерти императора. Авит пытался бежать в дружественную Галлию, но по дороге заболел и в начале 457 года скончался от моровой язвы. Вслед за этим Рицимер получил титул патриция от императора Восточной Римской Империи Льва (457—474). С этого времени и до своей смерти Рицимер стал фактическим правителем Западной Римской Империи. В 457 году Рицимер, с согласия Льва I, назначил Майориана (457—461) императором Запада. Но он оказался способным правителем, и стал проявлять нежелательную независимость.
По договоренности с галло-римской сенаторской аристократией этой области, они заняли часть провинций Лугдунензис и Максима Секванорум, в 457 — захватили Лион. С вестготами их в этот период связывали дружественные отношения. В 456—457 бургундские вспомогательные отряды под командованием королей Гундиоха и Хильперика I сражались на стороне вестготского короля
Теодориха II со свевами в Испании (в том же самом году его брат Хильперик I становится его соправителем).
Под угрозой разрыва союзного договора, бургунды вскоре оставили Лион, подчинившись требованию императора Майориана. В 458 году Лион был вновь взят западно-римскими войсками под командованием императора Майориана и городу пришлось уплатить большую дань. Ещё в 457 году он вернул империи земли в низовьях Роны, которые бургунды захватили 455 году.
Воспользовавшись слабостью Рима, Гундиох в 460 году овладел провинциями Лиона (нынешняя Бургундия) с центрами — Дижон, Безансон, Отён, Лангр.
В 461 году Майориан организовал поход против вандалов Гейзериха, но потерпел поражение недалеко от Валенсии. После этого Рицимер вынудил его отречься от престола, а затем казнил (7 августа 461 года). Незадолго до этого Рицимер выдал свою сестру за Гундиоха, пытаясь таким образом уравновесить силы в Галлии.
После убийства Майориана в 461 году бургунды вновь захватили Лион и сделали его столицей. Галло-римские города охотно присоединяются к молодому Бургундскому королевству. Патриции присягают на верность королю Гундиоху. На занятой ими территории бургунды заставили галльских сенаторов выделить им часть своих земельных владений. В пользу бургундов были отобраны две трети пахотной земли и одна треть рабов, а также половина площади дома, леса, сада и выгоны. При этом стоит учесть, что бургунды были одним из малочисленных германских народов (не более 80 000 человек), ослабленным разделением, атаками гуннов и алеманов в предыдущие десятилетия, основное население которого проживало в районе Женевы.
В 463 году Рицимер присвоил Гундиоху титул magister militum (буквально: главнокомандующий союзной армией). Бургундские военные гарнизоны располагались римлянами в Авиньоне и Амбрёне, для отражения внезапной угрозы со стороны Галлии.
В 463 году бургунды захватили Ди, в 466 — Отен, а между 470 и 474 — они осели в Вьенне и в Вэзоне. В этот период отношения между вестготами и бургундами испортились в результате борьбы за Прованс и вестготы сохранили господство над Провансом.
Внутренняя политика Гундиоха была направлена на строгое разделения армейских должностей, которые занимали исключительно бургунды и внутриполитическое управление, доверенное местному населению. Папа Гиларий называет короля Гундиоха, несмотря на то, что тот был арианином — «сыном нашим».
На место Майориана Рицимером был поставлен Ливий Север (461—465). Но эта кандидатура, а также убийство Майориана вызвали неодобрение императора Восточной Империи Льва I и наместника Галлии Эгидия (?-464/465). После смерти Севера в 465 году в течение восемнадцати месяцев Рицимер не назначал нового императора и сам держал в руках бразды правления; но опасность со стороны вандалов принудила его в 467 году заключить союз с Восточной Римской империей и принять назначенного византийским двором нового римского императора, патриция Прокопия Антемия (467—472). Последний выдал замуж за Рицимера свою дочь, но вскоре между ними возникла открытая борьба: Рицимер набрал в Милане большое войско из германцев, пошёл на Рим и после трехмесячной осады взял его (11 июля 472 год); город был отдан на разграбление варварам, а Антемий убит. При этом Рицимер просит о помощи своего шурина Гундиоха, который посылает ему воинов во главе с сыном Гундобадом (?-516). Гундобад, видимо, лично обезглавил императора Антемия.
На престол был возведен Олибрий, но через несколько недель и Рицимер, и Олибрий умерли от чумы. Начальство над войсками и титул патриция Рицимер, умирая, передал своему племяннику, бургундскому князю Гундобаду.
Гундобад после смерти Олибрия, пошёл по пути Рицимера и возвел на трон в Риме Глицерия (473—474), происхождение которого остается неясным. Византийский император Лев не признал Глицерия. Гундобад становится префектом Рима.
С этого времени Бургундия становится реальной силой не только в Галлии, но и во всей империи. Бургунды пытались распространить своё государство до Средиземного моря, но не смогли взять Арль и Марсель. У бургундов, расселившихся среди галло-римского населения, постепенно отмирают родовые отношения, зарождаются основы феодализма.
В 472—474 бургундские отряды вместе с галло-римской аристократией защищали от нападения вестготов Овернь.

#### При Хильперике I
В 473 году умирает король Гундиох, Гундобад принимает решение вернуться на родину, чтобы не потерять свои позиции в Бургундии. К Хильперику переходит вся власть и титул magister militum (буквально: главнокомандующий союзной армией). В то же время Гундобад носил титул магистра militum praesentialis, императорского командующего. Фактически власть в королевстве разделили Хильперик и его племянники, сыновья Гундиоха Хильперик II (Валанс), Годомар I (Вьенн), Гундобад (Лион) и Годегизель (Женева). При этом их взаимоотношения остаются неясными. Это безусловно негативно сказалось на влияние Бургундии в Риме. Оно с отъездом Гундебада сходит на нет, где уже в июне 474 году смещен его ставленник Глицерий. Новым императором стал племянник жены восточного императора Льва Юлий Непот (474—475).
Примерно с 474 бургунды постепенно продвинулись к северу от Женевского озера, оттеснив алеманов.
Хильперик вел дальше борьбу против вестготов, поддержал племянника Гундобада в 474 году, когда тот попал в немилось, как поддерживающий императора Глицерия, у римского императора Юлия Непота. Хельперик вел переговоры, в ходе которых Юлий Непот продлил договор, по которому бургунды оставались федератами Рима, отстоял не только независимость Бургундии, но и владения провинции Финненсис (Rhônetal) захваченные ранее. Однако эти провинции были всё-таки потеряны в 476 году.
К 475 году бургунды достигают реки Дюранс, надеясь достичь Средиземного моря, но эти попытки пресекают вестготы.
В 479 году бургундам удается завоевать Дижон.
В 480 году умирает Хильперик I, не оставив детей. С этого времени в Бургундии начинается борьба братьев за единоличную власть.

#### При Гундобаде
В 485 году бургунды завоевывают город Лангр, который становится самой северной точкой королевства, дальнейшее продвижение на север было чревато конфликтом с франками.
После того как в 486 году Гундобад устранил одного из братьев, Годомара, следующим соперником его стал брат Хильперик.
В 489 году бургунды воспользовавшись войной на севере Италии между Одоакром (476—493) и Теодорихом Великим Остготским, безнаказанно опустошили Лигурию.
В 491 году Гундобад убил мечом Хильперика II, приказал бросить в воду с камнем на шее его жену (по некоторым данным, её звали Агриппина), потом осудил на изгнание его двух дочерей: старшую Крону (она ушла в монастырь) и младшую Хродехильду (Клотильду). Они бежали к другому дяде, Годегизелю. В 493 году Хродехильда вышла замуж за короля франков Хлодвига I. Хлодвигу приходилось часто отправлять послов в Бургундию, где они встретили молодую Хродехильду. Заметив её красоту и ум, и узнав, что она королевской крови, они известили о том короля. Хлодвиг немедленно отправил посла к Гундобаду просить Хродехильду в жены. Тот, не смея отказать, отдал её на руки посланным, и Хлодвиг женился на ней. Хотя королевский дом Бургундии был арианского исповедания, Хродехильда под влиянием своей матери уже перешла в католическую веру. Впоследствии это привело к гражданской войне в Бургундии.
Непонятны причины, побудившие Гундобада убить брата. По некоторым текстам, Хильперик был королём Лиона, а не Валанса. Тогда, если учесть ещё и то, что он был соправителем при жизни отца, Хильперик II был старшим сыном Гундиоха. Кроме того, он, видимо, был близок с номинально верховным королём Бургундии, дядей Хильпериком I (?-480).
После убийства брата Гундобад изгоняет алеманов с территории нынешней Швейцарии. Примерно в этот же период он пресекает попытки епископа вьенского Авита (490—525) по распространению католичества в Бургундии. Правда, сам епископ не пострадал, но и бургунды остались на прежних позициях, между арианством и язычеством. Кроме того, Авит входил в ближайшее окружение короля, состоявшее из просвещенных римлян.
Поскольку Теодорих Остготский не испытывал недостатка в членах семьи женского пола, он смог оказать честь и бургундскому королевскому дому, породнившись с ним. В 494/496 году дочь Теодориха от одной из наложниц, Острогото была отдана замуж за бургундского королевича Сигизмунда, сына Гундобада и Каретены. Однако постоянная напряжённость между остготским и бургундским королевствами сохранялась.
Видимо отношения между двумя оставшимися братьями также были далеко от идеальных, так как Годегизель открыто приняв племянниц явно дал понять, что не поддерживает брата. Оба короля начинают искать поддержку друг против друга у короля франков Хлодвига, влияние которого в Галлии становится все сильней.
Хлодвиг принимает сторону Годегизеля, пообещавшего ежегодную дань и территориальные уступки. В 500 году произошло сражение при Дижоне вблизи реки Уш. Хлодвиг, Гундобад и Годегизель выступили каждый со своим войском. Узнав о подходе Хлодвига, Гундобад предложил брату объединится против внешнего врага. Годегизил согласился, но в решающей битве при Дижоне (при реке Уш), Годегизель переходит на сторону франков и Гундобад терпит поражение. Годегизил идет на Вьенну, а Гундобад бежит в Авиньон, где был осажден Хлодвигом. Но под давлением вестготского короля Алариха II и при условии ежегодной дани, Хлодвиг снимает осаду и отступает в свои владения. После чего, нарушив договор с Хлодвигом, Гундобад осадил брата во Вьенне (501 год). Когда в городе начала чувствоваться нехватка продовольствия, было изгнано много гражданских лиц, в том числе «и мастер, на кого была возложена забота о водопроводе. Негодуя на то, что и его изгнали вместе с остальными, он, кипя гневом, пришел к Гундобаду и показал, каким образом он может проникнуть в город и отомстить его брату. Под его началом вооруженный отряд направился по водопроводному каналу, причем многие, шедшие впереди, имели железные ломы, так как водопроводный выход был закрыт большим камнем. По указанию мастера они, пользуясь ломами, отвалили камень и вошли в город. И вот они оказались в тылу осажденных, в то время как те все ещё со стен пускали стрелы. После того как из центра города донесся сигнал трубы, осаждающие захватили ворота, открыли их и также вступили в город. И когда народ в городе оказался между двумя отрядами и его стали истреблять с обеих сторон. Годегизил нашел убежище в церкви еретиков, где и был убит вместе с епископом ариан. Франки же, которые были при Годегизиле, все собрались в одной башне. Но Гундобад приказал не причинять никому из них никакого вреда. Когда же он захватил их, то отправил в изгнание в Тулузу к королю Алариху.» Впрочем, Хлодвиг никак не прореагировал на это.
К 502 году, при короле Гундобаде, Бургундия достигла вершины своего могущества. Королевство распространилось на всю Лионскую область и область Дофине. Гундобад устранил трех родных своих братьев, сосредоточив в руках всю королевскую власть. Ему приписывается авторство Бургундской правды, совместивший галло-римское законодательство с обычаями бургундов. Первая половина права создавалась в период 483—501, вторая — 501—516 и закончилась со смертью Гундобада.
Бургунды быстро ассимилировались романским населением. Их переселение не вызвало значительного изменения языка местного населения. Бургундская правда в её первоначальной редакции — это сборник бургундского права, составленный под сильным влиянием римского права. Как у и вестготов, у бургундов был составлен для римлян особый сборник римских законов (Lex Romana Burgundionum). Как и в других германских королевствах, основываемых на римской территории, у бургундов в области права применялся персональный принцип, по которому члены каждого племени жили по своим племенным обычаям и законам. Таким образом, право носило не территориальный, но личный характер. Каждый представитель бургундского племени судился по законам своего племени, где бы он ни жил, римлянин же судился по римским законам.
Раздел земель между римлянами и бургундами первоначально ослабил крупное землевладение, но вместе с тем способствовал разложению старинных общинно-родовых отношений у бургундов, развитию у них частной собственности и классовой дифференциации. Мобилизация земли и обезземеливание среди бургундов стали настолько остро угрожать всей их военной системе, что вызвали запрещение бургундам со стороны короля продавать свои наделы (sortes) в тех случаях, когда, кроме продаваемого надела, у бургунда больше не было земли в другом месте.
Бургундская правда знает уже три сословия среди свободных бургундов (ingenui, faramanni): знать, людей среднего состояния, которые владели полными наделами, и низших свободных, безземельных, состоящих на службе у высших классов. Кроме того, известны были колоны, рабы и вольноотпущенники. Таким образом, классовая дифференциация бургундов достигла уже значительного развития.
Образование слоя крупных землевладельцев из среды бургундов не привело к слиянию этого слоя с крупными римскими землевладельцами-сенаторами. Национальная рознь не была изжита, осложняясь религиозной рознью между католиками-римлянами и арианами-бургундами, хотя последние и отличались религиозной терпимостью. Эта рознь, ослабляя Бургундское королевство, способствовала в дальнейшем завоеванию его франками.
В 507 году состоялась война с вестготами. Франки весной двинулись в поход в направлении Тура. Соединившись с колонной бургундцев под командованием Сигизмунда, сына короля Гундобада, Хлодвиг пошёл к Пуатье. На равнине Вуйе в двадцати километрах северо-западнее Пуатье вестготы были разбиты, Аларих II погиб, а его сын Амаларих отступил в Испанию. После этого Теодорих сын Хлодвига и Сигизмунд двинулись во внутренние районы Аквитании: Альби, Родез, Клермон, а Хлодвиг пошёл по побережью через Ангулем, Бордо в Тулузу. Гундобад попытался овладеть Арлем, и получить выход к средиземному морю, но был остановлен полководцем Теодориха Остготского Иббой. Таким образом, большая часть вестготской Галлии, кроме Прованса (Остготы) и Септимания (Вестготы), попала под власть франков.
В войне с готами 507—509 годах бургунды понесли тяжёлые потери: в первую очередь именно они пострадали от остготского контрнаступления 508/509 годов. Они не только потеряли все свои септиманские завоевания, но и были вынуждены отказаться от надежды приобрести Арль и Авиньон. Опустошению подверглись и их земли вплоть до Оранжа и Валанса.
Бургундские короли поддерживали хорошие отношения с басилевсами Византии, номинально подтверждая своё подчинение, получая при этом титул (начиная с Гундиоха) magister militum (буквально: главнокомандующий союзной армией).

#### При Сигизмунде
В 516 году, после смерти Гундобада, королём становится его сын Сигизмунд (?-524), получивший от Византии звание патриция. Есть предположение, что перед смертью Гундобад принял католичество. Сигизмунд официально оставляет арианство и становится ревностным католиком, пытаясь склонить к новой вере своих соплеменников. Ещё в 515 году Сигизмунд основывает аббатство святого Маврикия д’Агон, на месте алтаря, над останками мученика III века Маврикия, и делает его местом паломничества.
В отношениях между готским тестем и бургундским зятем не было доброго согласия. Тем не менее на границе с обеих сторон почти 15 лет царил мир.
В 517 году Сигизмунд, после смерти Острогото, женится вторично на Констанции. Отношения его старшего сына Сигириха и мачехи не сложились. В 522 году это окончилось трагедией: в порыве гнева Сигизмунд задушил собственного сына. Сигизмунд раскаивался в содеянном, пытаясь замолить свой грех в монастыре.
В том же году (по другим данным в 517 году) Сигизмунд выдает свою дочь Суавеготту замуж за своего соратника по оружию Теодориха, короля Австразии. Скорее всего свадьба состоялась до убийства Сигириха.
Такой конец готской партии у бургундов одновременно означал и конец оборонительной бургундской политики Теодориха. Теперь он должен был осуществить кровную месть за убитого Амала, а к этому родственному долгу Теодорих всегда относился серьёзно. Угроза остготской наступательной войны побудила к действиям и франков, так что бургунды были зажаты между двумя фронтами. Пока Сигизмунд тщетно пытался отразить франкское нашествие, остготское войско под командованием Тулуина заняло по меньшей мере земли между Дюрансом и Дрома, а скорее всего, и до самого Изера. Благодаря событиям 523 и 524 годов остготские владения в Галлии достигли своих максимальных размеров.
Его тетя, королева франков Клотильда, мстя за убийство своего отца, склоняет своего сына, короля Орлеана, Хлодомира, к войне с Бургундией. Был правда и другой повод. Вторжение вызвано опять же убийством Сигериха, внука Теодориха Великого. Франкские короли Хлодомир, Хильдеберт I и Хлотарь I — также внуки Теодориха (через тетку Аудефледу). Они разгромили Сигизмунда и брата его Годомара. Сигизмунд пытался бежать, но был взят в плен и отправлен в окрестности Орлеана. Но вскоре Годомар отвоевал королевство. В ответ Хлодомир 1 мая 524 года казнит Сигизмунда, его жену и двоих его сыновей (1 мая 524 года). По некоторым данным, перед смертью, Сигизмунд был пострижен в монахи. После его смерти Бургундия значительно уменьшилось в размерах, в результате войн с франками, алеманами и остготами. Есть предположение, что Годомар в битве предал собственного брата.

#### Захват королевства франками
Весной 524 года Хлодомир с братьями выступил к Лиону, разбил армию Годомара II, и двинулся дальше. 21 июня 524 года состоялось сражение близ деревни Везеронс (около Вьенны) недалеко от реки Изер между франками и бургундами. Обратив Годомара в бегство, Хлодомир попал в засаду и был убит, его голова была одета на копье и выставлена на обозрение франкам. Источники по-разному говорят об исходе сражения, но, скорее всего, франки потерпели поражение, не смогли удержаться в Бургундии и отступили. На какое-то время Годомар II спас остатки своего королевства.
В 532 году Хильдеберт I и Хлотарь I совместно с племянником Теодобертом I вторглись в Бургундию. Осадив Отён и обратив в бегство Годомара II, они заняли всю Бургундию. В 534 году Бургундия была поделена: Теодоберту II достался север Бургундии, позже получивший название — Франш-Конте, Хильдеберту I — Лион и Савойю, Хлотарю I — Прованс до Дюранса. В последующем Бургундия выступала как отдельная единица в королевстве Франков и только король Дагоберт I (629—639) был королём франков и Бургундии одновременно.

### Бургунды при франках
Бургунды почти не сопротивлялись господству франков. Они хранили свои обычаи и законы до середины VII века. Вместе с тем, воспоминание о королевстве и собственно о бургундах долго жило в памяти их потомков и простых жителей Бургундии. Бургундская правда ещё долгое время была действующей, пока не была полностью отменена в начале IX века.
Королевство Бургундия в 737 году входит в состав Нейстрии.
Бургунды впоследствии вошли в состав французской народности и дали название провинции Бургундии.